# Brigantii

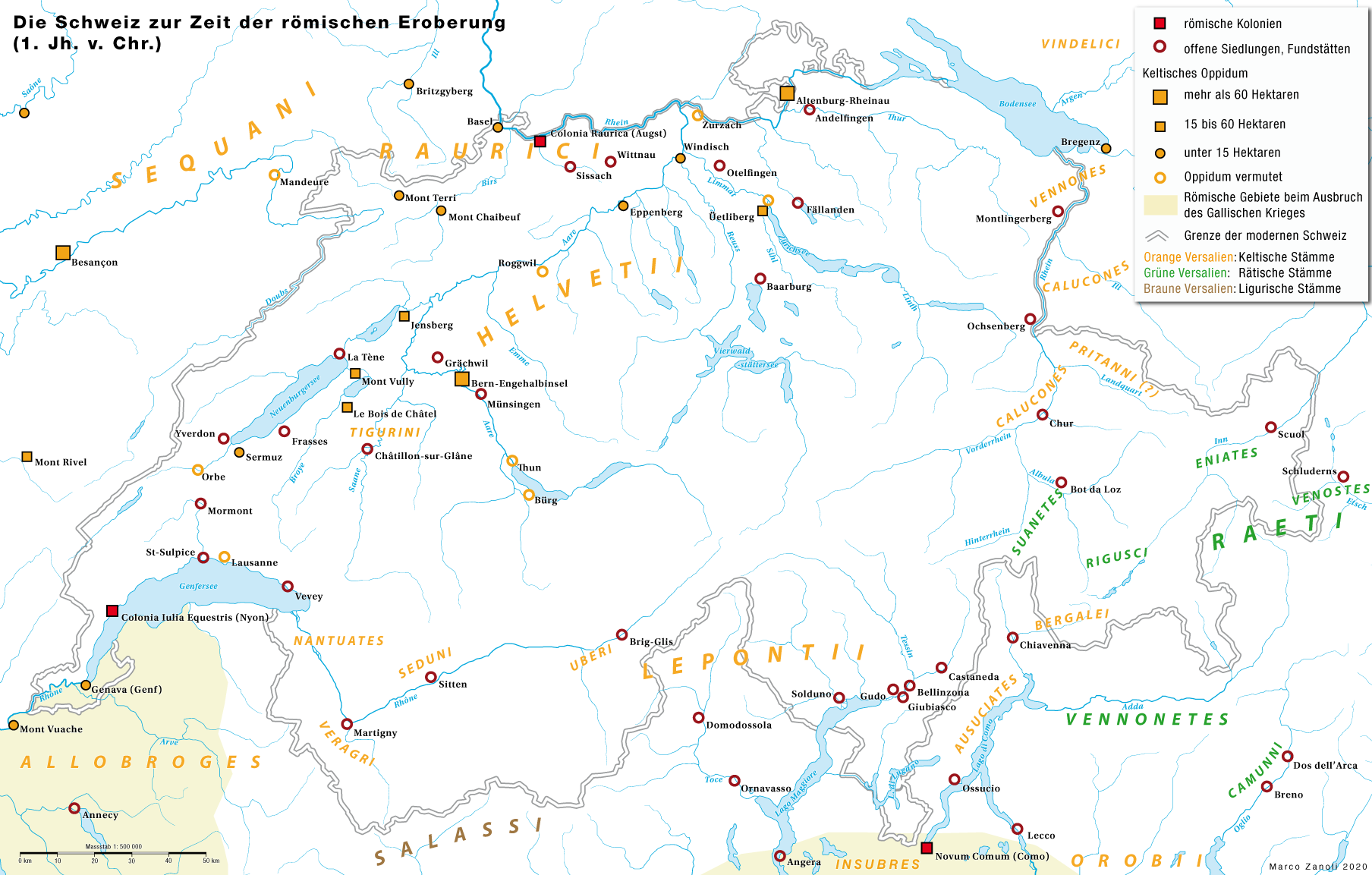
La zona de la Suiza actual en la época de la conquista romana en el Asentamientos y sitios celtas (helvéticos, rauraker), ligures (lepontianos, etc.) y réticos del período de La Tène

Los brigantii eran una tribu celta de Retia. Son mencionados por Estrabón y Plinio el Viejo. Su capital era Brigantion, actual Bregenz, Austria. Estrabón menciona también la ciudad de Cambodunum.
La existencia de dos ciudades de Francia, Briançonnet y Briançon, denominadas Brigantorum y Brigantio, respectivamente, permiten suponer que se extendieron a la región de Provence-Alpes-Cote d'Azur en la Francia oriental.
La raíz del nombre significa "alto" o "elevado", pero no está claro si es una alegoría de nobleza o hace referencia al hecho de que ubicaban sus asentamientos fortificados en las alturas de las colinas. También era el nombre de su diosa tutelar, Brigantia, diosa madre, de la victoria  y la soberanía.
La relación de los brigantii con la tribu celta británica de los brigantes no está clara, pero es factible que un contingente de aquel pueblo migrara a Gran Bretaña junto con los belgas de la Cultura de La Tène (atrébates, trinobantes y catuvellauni) o con los celtas parisii.
Hay también una tribu Brigantes en la actual Betanzos, España, en la Gallaecia, por lo que para algunos este pueblo migró de Retia a España, de allí se expandió a Irlanda y finalmente a Gran Bretaña.